# Паркер, Том
Том Паркер (англ. Tom Parker; настоящее имя Андреас Корнелис ван Кёйк, нидерл. Andreas Cornelis van Kuijk; 26 июня 1909, Бреда — 21 января 1997, Лас-Вегас) — американский импресарио, менеджер Элвиса Пресли.

## Биография
В конце 1920-х годов нелегально переехал на постоянное место жительства в США. Служил добровольцем на Гавайях. Организовывал бродячие цирки, позже переключился на работу с музыкантами. В 1946 году был посвящён в «полковники» (почётный титул на Юге США).
К моменту встречи с Элвисом Пресли (1955) был уже известным промоутером: работал с Эдди Арнольдом и Хэнком Сноу. 26 марта 1956 года заключил с Пресли эксклюзивный контракт на управление всеми его делами в области шоу-бизнеса.
Факт своего иностранного происхождения всю жизнь скрывал. В середине 1960-х гг. с Паркером связался его брат из Нидерландов, узнав его по фотографии в американском журнале. Однако Паркер отказался от каких-либо дальнейших контактов и постарался замять этот инцидент.
25 июня 1994 года губернатор Невады Боб Миллер провозгласил Днём полковника Тома Паркера в честь его 85-летия.

## В культуре
- В фильме 2005 года «Элвис: Ранние Годы» роль Паркера исполнил Рэнди Куэйд.
- В фильме 2022 года «Элвис» роль Паркера исполнил Том Хэнкс.